# Daniël Allewaert
Daniël Allewaert (21 maart 1933) is een Belgische  voormalige atleet, die gespecialiseerd was in de middellange afstand, de 1500 m. Hij behaalde twee nationale titels.

## Biografie
Allewaert werd in 1957 voor het eerst Belgisch kampioen op de 1500 m. 1960, het jaar van de Olympische Spelen in Rome, werd een goed jaar voor Daniël Allewaert. Door overwinningen in landenkampen, internationale confrontaties en een Belgische titel op de 1500 m, werd hij opgenomen als dertiende pre-geselecteerde voor Rome. Het Belgisch Olympisch Comité duidde Roger Moens niet enkel aan voor de 800 m, maar ook voor de 1500 m. Hierdoor moest Allewaert als tweede Belg het Olympisch minimum van 3.45 lopen. Hij strandde op 3.45,9.
Samen met zijn landgenoten Roger Verheuen, Eugène Allonsius en Marcel Lambrechts verbeterde Allewaert op 9 augustus 1961 te Izegem het nationale record op 4 x 1500 m estafette, met een tijd van 15.16,4. Ditzelfde viertal verbeterde in Londen op 29 september 1961 eveneens het nationale record op de 4 x 1 mijl estafette, met een tijd van 16.32,6.
Na zijn actieve carrière is de ex-Izegemse sportfunctionaris bij sport betrokken gebleven. Tussen 2001 en 2007 was hij voorzitter van de sportraad van Izegem. Zijn inzet werd eind 2012 door deze stad beloond, met de toekenning van de trofee van sportverdienste.
Daniël Allewaert was aanvankelijk aangesloten bij Mandelclub Izegem. Het was Frans Herman, die Allewaert overtuigde, om eind 1952 aan te sluiten bij ASV Oudenaarde. Begin 1963 keerde hij terug naar zijn thuishaven, als trainer en later als ondervoorzitter.

## Belgische kampioenschappen
| Onderdeel | Jaar       |
| --------- | ---------- |
| 1500 m    | 1957, 1960 |

## Persoonlijk record
| Onderdeel | Prestatie | Jaar |
| --------- | --------- | ---- |
| 1500 m    | 3.45,9    | 1960 |

## Palmares

### 1500 m
- 1957:  BK AC - 3.52,4
- 1958:  BK AC
- 1959:  BK AC
- 1960:  BK AC - 3.49,0
- 1964:  BK AC

### 5000 m
- 1965:  BK AC

## Onderscheidingen
- 1958: Nationale bronzen medaille van sportverdienste
- 1960: 1ste accesit Grote Ereprijs KBAB